# Jeff Jarrett
Jeffrey Leonard "Jeff" Jarrett (Nashville, 14 de julho de 1967) é um wrestler profissional norte-americano. Ele foi o fundador da Total Nonstop Action Wrestling, onde foi campeão mundial de Pesos-Pesados da NWA. No ano de 2014 criou uma nova promotora de wrestling, a Global Force Wrestling.
Em 2019, participou da 32ª edição do pay per view Royal Rumble na WWE.

## Carreira
Jeff Jarrett lutou para várias promoções, incluindo a WWF (foi 6 vezes campeão intercontinental, 1 vez campeão europeu, e 1 vez campeão de Tag Team) e, enquanto existiu, a WCW (foi 4 vezes campeão mundial da WCW e 2 vezes campeão dos EUA). Ele lutou para a companhia que fundou com o seu pai, a Total Nonstop Action Wrestling, foi 6 vezes campeão mundial de Pesos-Pesados da NWA. Ele fez a sua estreia no wrestling como árbitro na agora defuncta CWA. Não muito antes, contudo, de fazer a sua estreia no ringue. O feud de Jeff com Jerry "The King" Lawler fê-lo impressionar Vince McMahon e Jarrett assinou um contrato com a WWF em 1993.
Foi introduzido na WWE Hall of Fame no dia 6 de abril de 2018.

## Criticas
Os fãs têm frequentemente acusado Jarrett de usar o seu poder político dentro da TNA para assegurar uma posição no topo e longos reinos de NWA World Heavyweight Championship. As suas ligações familiares - e resultantes acusações de nepotismo - levaram a comparações com o empregado da WWE Triple H, que também acredita-se ter um grande poder pelas suas ligações com a família McMahon (é casado com Stephanie McMahon). Com efeito, os críticos de Jarrett por vezes chamam-no de "Triple J" (em referência ao seu antigo gimmick "Double J").